# Shenzhou
|  | Per a altres significats, vegeu «Programa Shenzhou». |

Shenzhou (深州, Shēnzhōu) és una ciutat-comtat de Hengshui, a la província de Hebei, Xina. Inclou les localitats de: Tangfeng (唐奉镇), Shenzhou (深州镇), Chenshi (辰时镇), Yuke (榆科镇), Weiqiao (魏桥镇), Dadi (大堤镇), Qianmotou (前磨头镇), Wangjiajing (王家井镇), Hujiachi (护驾迟镇); i els municipis de Bingcao (兵曹乡), Mucun (穆村乡), Dong'anzhuang (东安庄乡), Beixicun (北溪村乡), Dafengying (大冯营乡), Qiaotun (乔屯乡), Taiguzhuang (太古庄乡), Datun (大屯乡)